# Pristimantis tenebrionis
Pristimantis tenebrionis es una especie de anfibio anuro de la familia Craugastoridae.

## Distribución
Esta especie es endémica del noroeste de Ecuador. Habita en las provincias de Esmeraldas, Carchi, Imbabura y Pichincha entre los 220 y 830 m de altitud en la ladera occidental de la Cordillera Occidental.

## Descripción
Los machos miden de 20.8 a 26.8 mm y las hembras de 30.6 a 36.9 mm.

## Publicación original
- Lynch & Miyata, 1980 : Two new species of Eleutherodactylus (Amphibia: Leptodactylidae) from the lowlands and lower cloud forests of western Ecuador. Breviora, n.º 457, p. 1-12[5]